# FG 42
FG 42 (nemško Fallschirmjägergewehr 42 ali padalska puška model 1942) je bila avtomatska puška, razvita v nacistični nemčiji med drugo svetovno vojno. Puška je bila proizvedena v omejenih količinah za pripadnike takratne nemške padalske enote, Fallschirmjäger.
Združevala je značilnosti in moč puškomitraljeza ter težo, primerljivo z nemško repetirko Karabiner 98k. Velja za eno od najnaprednejših orožij druge svetovne vojne, vplivala pa je na razvoj mnogih povojnih dolgocevnih orožij, kot so jurišne puške in M60 mitraljez. Po načinu delovanja in zunanjem izgledu je bila zelo podobna ameriškemu M1941 Johnson puškomitraljezu.